# Ото II (Свещена Римска империя)
Вижте пояснителната страница за други личности с името Ото II.
Отон II или Ото Рижия (на немски: Ото II, Rufus) е третият император на Свещената Римска Империя от саксонската Отонова династия на Лиудолфингите.

## Биография
Син е на Ото I Велики и втората му съпруга Аделхайд Бургундска. Запомнен е от историята като владетел, консолидирал управлението на династията си в Германия и продължил експанзията в Италия. Водил е успешна външна и вътрешна политика, в това число потушаване на въстания в империята, военни кампании срещу Кралство Франция и сицилианските сарацини. Отон II поддържа един от най-реномираните и престижни кралски дворове в Европа, а като син на обявената за светица Аделхайд императорът подкрепя чувствително еклесиастичната мощ на Католическата църква.
Сключва династичен брак с Теофано, племенница на източноримския император Йоан Цимисхий.
Умира на 7 декември 983 г. в Рим, като тленните му останки и до днес почиват във Ватиканската базилика „Свети Петър“.

## Literatura
- Morby, John E. „Das Handbuch der Dynastien“, Albatros Dusseldorf 2002, ISBN- 3-491-96051-7
- Duckett, Eleanor (1968). Death and Life in the Tenth Century. Ann Arbor: University of Michigan Press.
- Tilman Struve: Otto II. Lexikon des Mittelalters (LexMA). Band 6, Artemis & Winkler, München/Zürich 1993, ISBN 3-7608-8906-9, Sp. 1567 – 1568.
- Harald Zimmermann: Otto II. (HRR). Biographisch-Bibliographisches Kirchenlexikon (BBKL). Band 14, Bautz, Herzberg 1998, ISBN 3-88309-073-5, Sp. 1335 – 1336.
- Hubertus Seibert: Otto II. Neue Deutsche Biographie (NDB). Band 19, Duncker & Humblot, Berlin 1999, ISBN 3-428-00200-8, S. 660 – 662 (Digitalisat).